# Brighton Park (Chicago)

Situation de Brighton Park dans la ville de Chicago

Brighton Park est l'un des 77 secteurs communautaires de la ville de Chicago aux États-Unis. 